# Homonyme (biologie)
Pour les autres sens du terme, voir Homonymie (homonymie).
En biologie, et plus précisément en taxinomie, un homonyme est un nom scientifique porté par plus d'un seul taxon.

## Règles
Le Code international de nomenclature zoologique (CINZ) indique que le premier nom publié est l'« homonyme senior », qui est valide et doit donc être utilisé ; le deuxième nom publié est l'« homonyme junior », qui doit être remplacé au plus vite par un nom différent : l'homonyme junior devient alors synonyme du nouveau nom. Si l'homonyme principal est archaïque, il est toutefois possible de le déclarer nomen oblitum et de le rendre invalide, tandis que l'homonyme junior est conservé en tant que nomen protectum (en).
Le Code international de nomenclature pour les algues, les champignons et les plantes précise pour sa part que c'est le premier nom publié d'un taxon qui doit être utilisé : un homonyme postérieur est « illégitime » et ne doit pas être utilisé à moins que conservé (ou « sanctionné », dans le cas des champignons).
Selon le code botanique, les noms assez semblables pour être éventuellement confondus sont également considérés comme des homonymes (article no 53.3). Le code zoologique possède un ensemble de variantes orthographiques (article 58) qui sont considérées comme identiques. Chaque code considère seulement les taxons dans son propre champ d'application ; par conséquent, si un taxon animal a le même nom qu'un taxon végétal, les deux noms sont valables.